# Серменево
Серме́нево (баш. Сермән) — село в Белорецком районе Республики Башкортостан России. Согласно переписи 2020 года население составляло 1902 человека.
С 2005 года имеет современный статус.

## Географическое положение
Расположено на берегу реки Белой.
Расстояние до:
- районного центра (Белорецк): 23 км,
- ближайшей ж.-д. станции (Серменево): 5 км,
- города Магнитогорска: 105 км

## История
Основано башкирами Катайской волости Ногайской дороги.
Также известно другое название Аккусюк по имени первопоселенца Аккусюка Таирова, старшины Катайской волости, предводителя башкир во время Крестьянской войны 1773—1775 года).
Примерно с середины XVIII века используется современное название.
Прямых свидетельств о времени основания аула не сохранилось. Косвенно о времени основания аула свидетельствует надгробный камень, найденный в окрестностях села, со следующей надписью: «В 1702 году в ауле Сермен был похоронен стерлитамакский купец Гиляз». Однако Стерлитамака в то время ещё не было, город возник в 1766 г. на месте Ашкадарской пристани. Вероятна ошибка при расшифровке или отсылка к другому одноимённому топониму.
В документах V ревизии 1795 г. аул называется Серменево, также указывается альтернативное название Аккучуково. В тот момент он был самым большим из поселений башкир-катайцев: в 60 дворах проживало 205 мужчин и 200 женщин.
По легенде, бытующей среди местных башкир, аул был основан неким Аккусюком, чьим отцом был старик Сермен. Имя основателя аула подтверждается историческими документами. Аккусюк Тагиров был участником Пугачёвского восстания, его имя десять раз упоминается в соответствующих источниках (сб. «Документы ставки Пугачева», «Крестьянская война 1773—1775 гг. на территории Башкирии»). О том, что аул был назван по имени этого человека, также свидетельствует рапорт есаула его команды Абузара Абдулгаирова на имя Кинзи Арсланова. В рапорте упоминаются аул Аккучуково и её жители Батыр Бяпеев и Уразгильды Имангулов, захваченные в плен карателями.
Известен сын первопоселенца Худайберды Аккусюков. Серменево имело третье название Курмашты.
По данным 1871 года в селе Серменеве (Кучуково, Аккусюково) была мечеть.
С 1885 года действовало русско-башкирское училище, которое затем перевели в Катав-Ивановск.
Первым директором русско-башкирского училища был русский просветитель Катаринский, Василий Владимирович, автор букваря «Букварь для башкир» (1892).
Во времена существования Башкурдистана Серменево являлась центром Тамьян-Катайского кантона.
В 1950 году Нижнее Серменево, Среднее Серменево и Верхнее Серменево объединили в одно село
В 1981 году указом Президиума Верховного Совета РСФСР село Нижнесерменево переименовано в Серменево.
Статус деревня, сельского населённого пункта, посёлок получил согласно Закону Республики Башкортостан от 20 июля 2005 года № 211-з «О внесении изменений в административно-территориальное устройство Республики Башкортостан в связи с образованием, объединением, упразднением и изменением статуса населенных пунктов, переносом административных центров», ст.1:

6. Изменить статус следующих населенных пунктов, установив тип поселения: деревня:

5) в Белорецком районе:…

т) поселка станции Серменево Серменевского сельсовета

## Население
| 2002 | 2009  | 2010  |
| ---- | ----- | ----- |
| 1857 | ↗2266 | ↘2018 |

Преобладающая национальность — башкиры (99 %).

## Религия
В селе есть мечеть Ас-Салям.

## Известные люди
- Абызбаев, Ибрагим Хафизович (1901 — 1937) — советский башкирский государственный деятель.
- Исмагилов, Загир Гарипович (1916/1917 — 2003) — башкирский советский композитор, в селе действует его музей.
- Мулдашев, Эрнст Рифгатович (род. 1948) — российский офтальмолог и исследователь паранормальных явлений.
- Расулев, Зайнулла (1833 — 1917) — татарский[8] религиозный деятель, жил в Серменево и был одним из учителей-наставников начальной школы.
- Харрасов, Мухамет Хадисович (1948 – 2024) — физик, член-корреспондент Академии наук РБ (2002), доктор физико-математических наук (1995), профессор (1996), бывший ректор Башкирского государственного университета.
- Хисматуллин, Зульфар Фазылович (1923 — 1983) — башкирский писатель, заслуженный работник культуры Башкирской АССР (1973).

## Фотогалерея

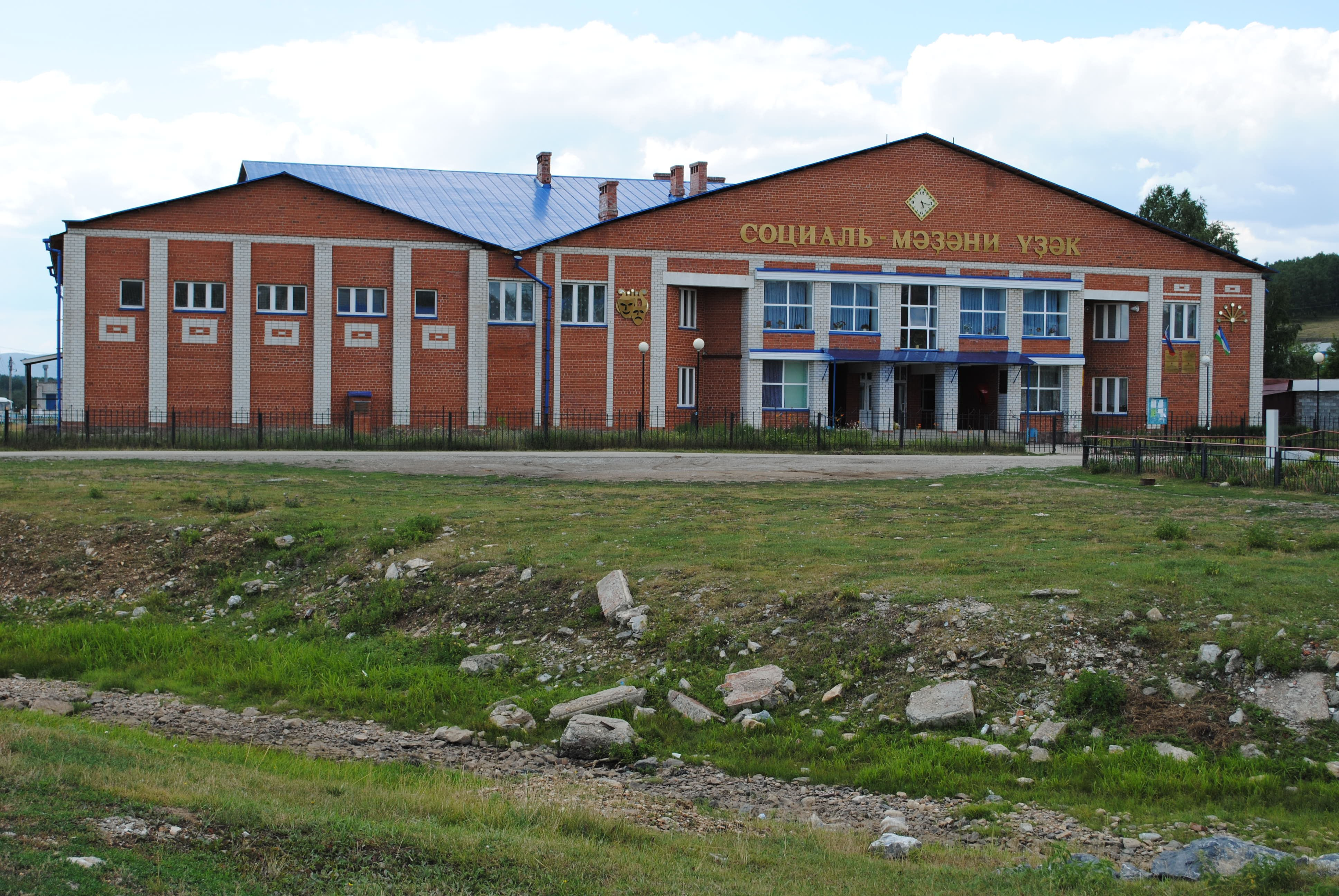
Серменевский социально-культурный центр
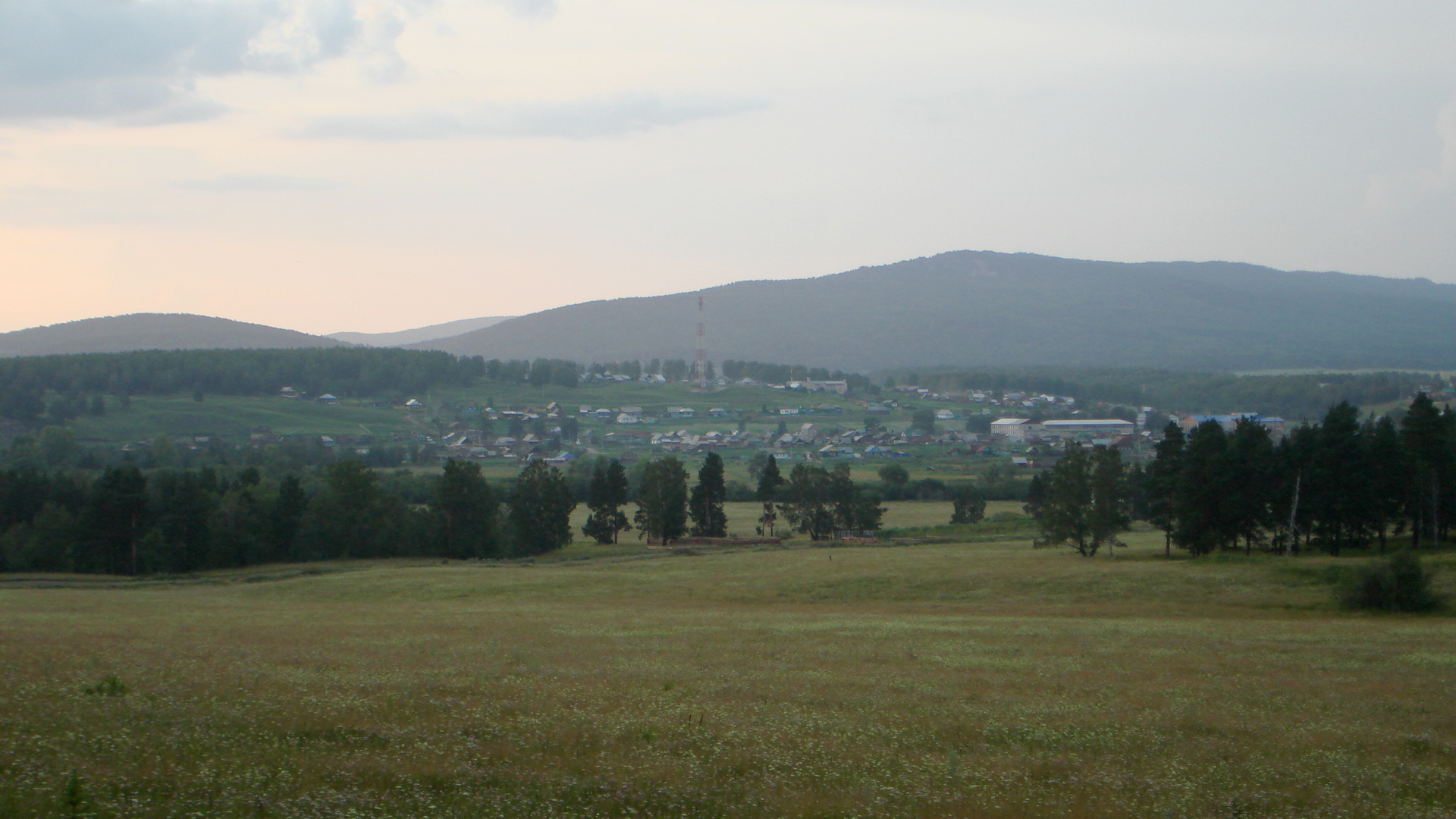
Серменево находится на берегу реки Белой
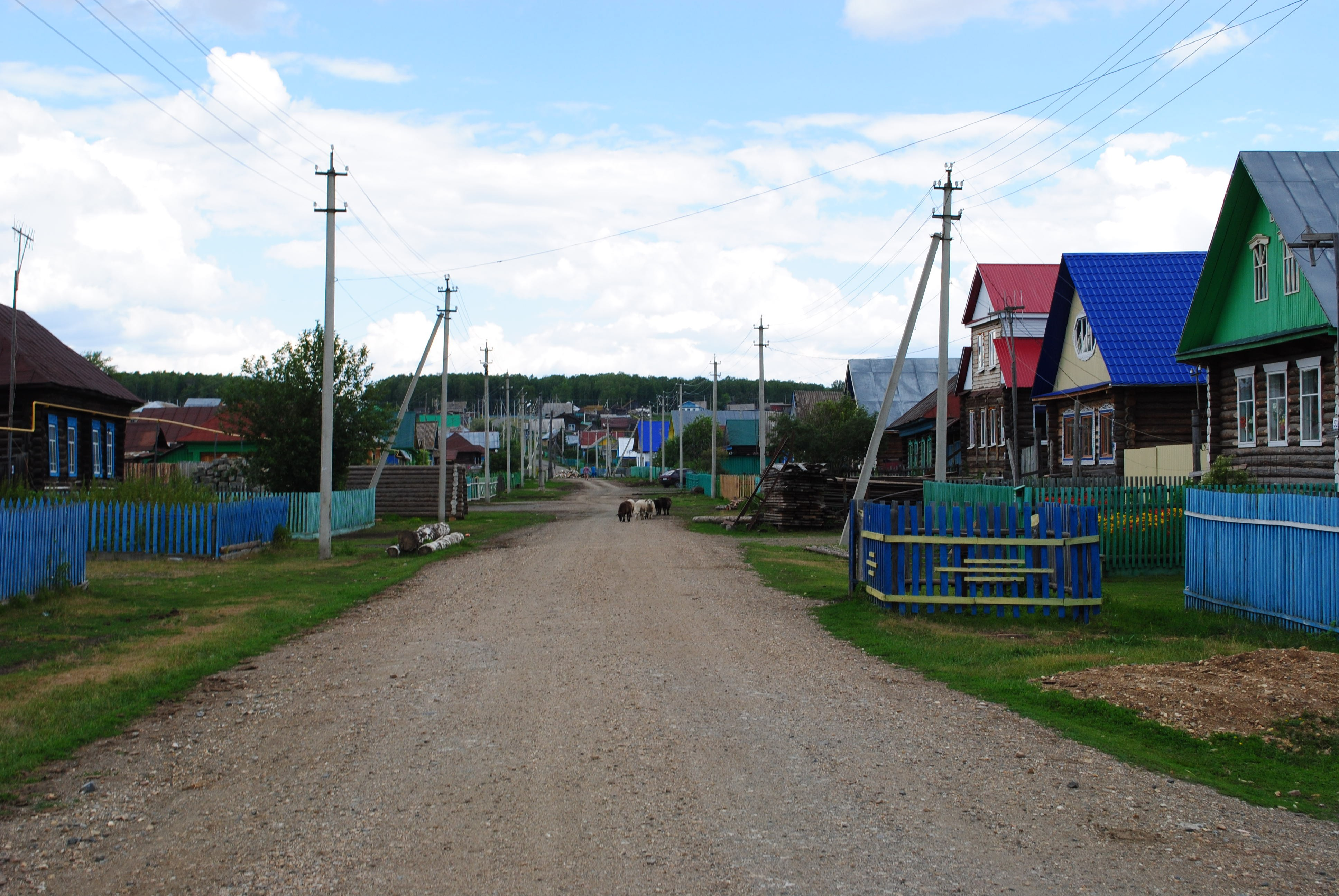
Серменево
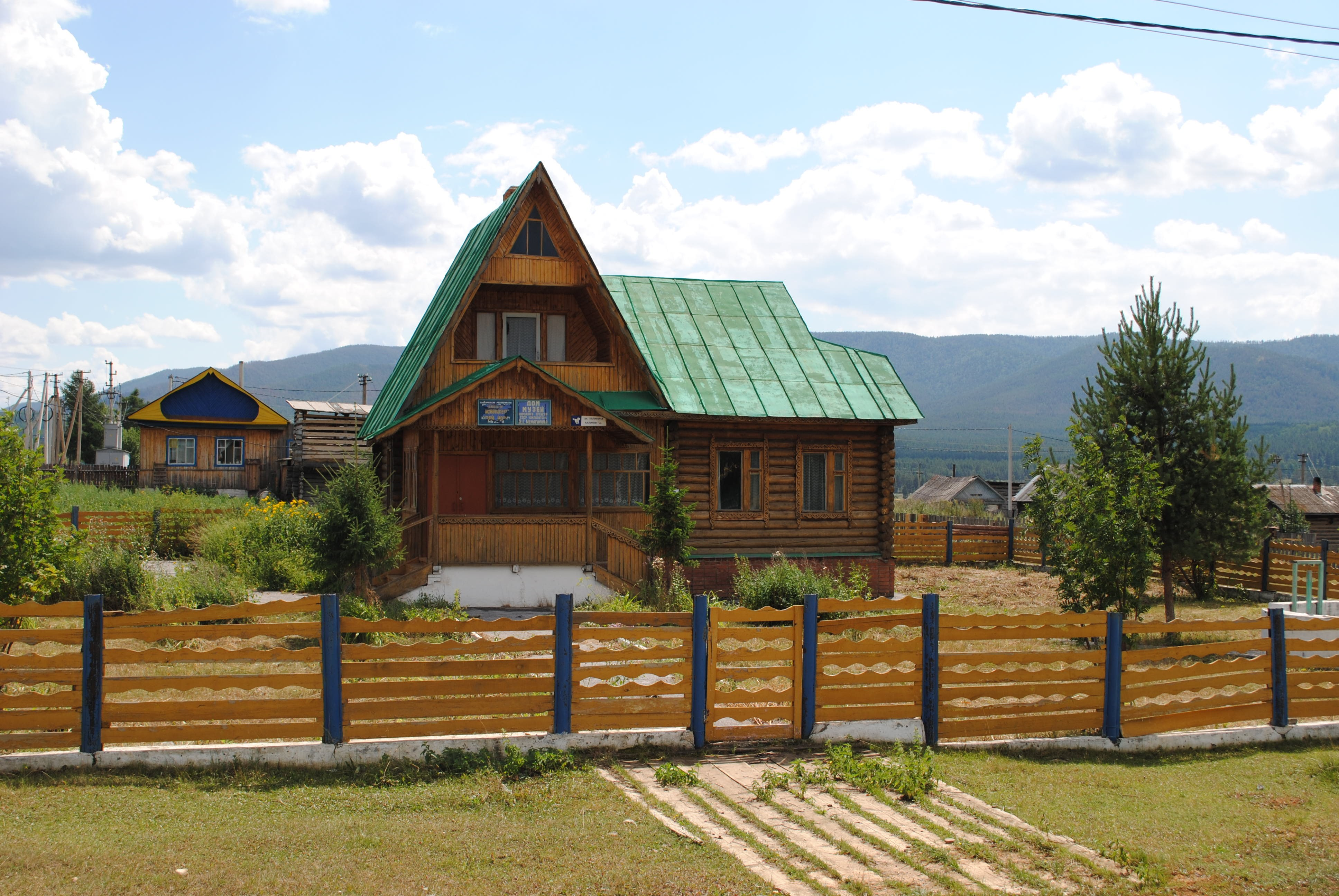
Дом-музей Загира Исмагилова
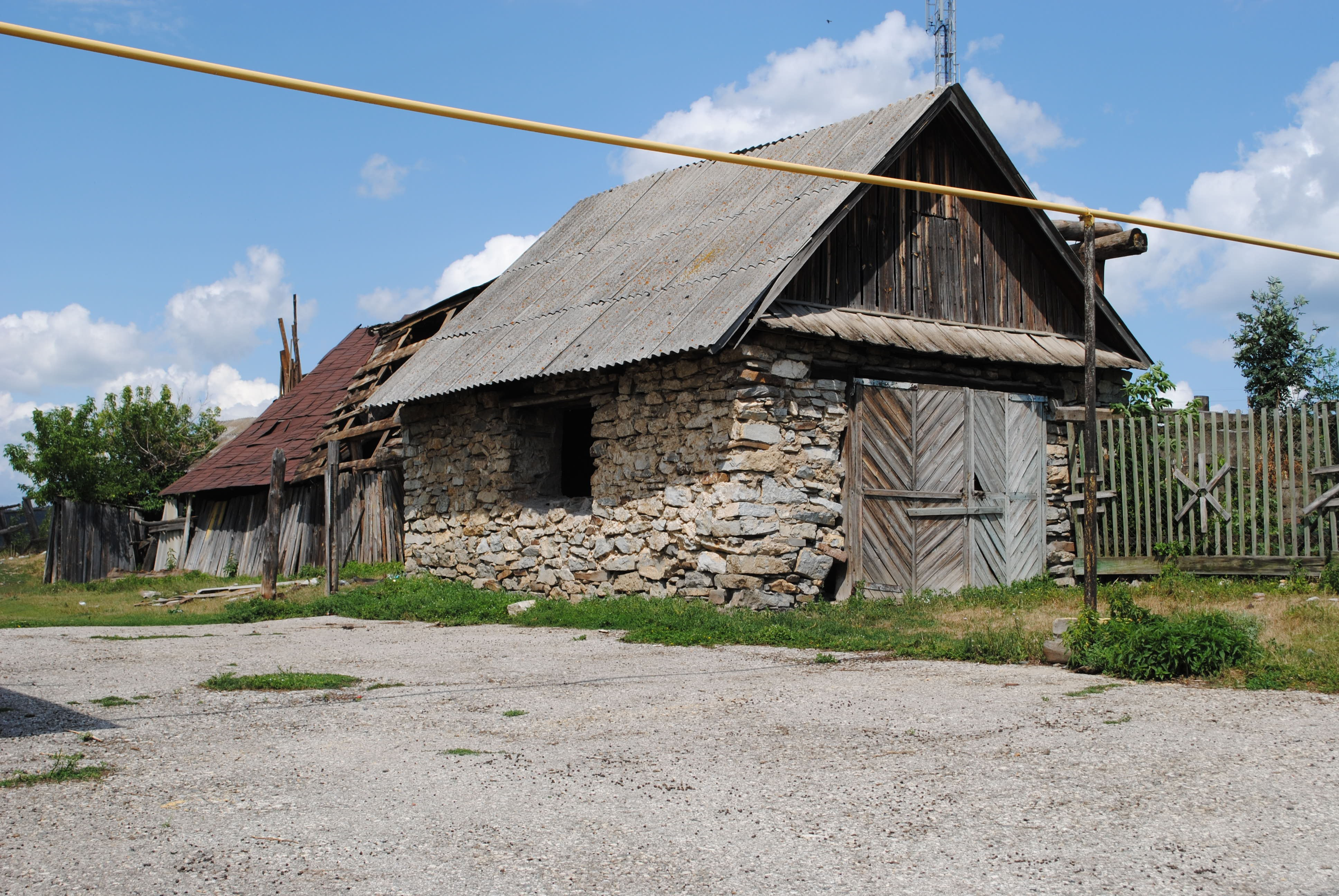
Дом в Серменеве
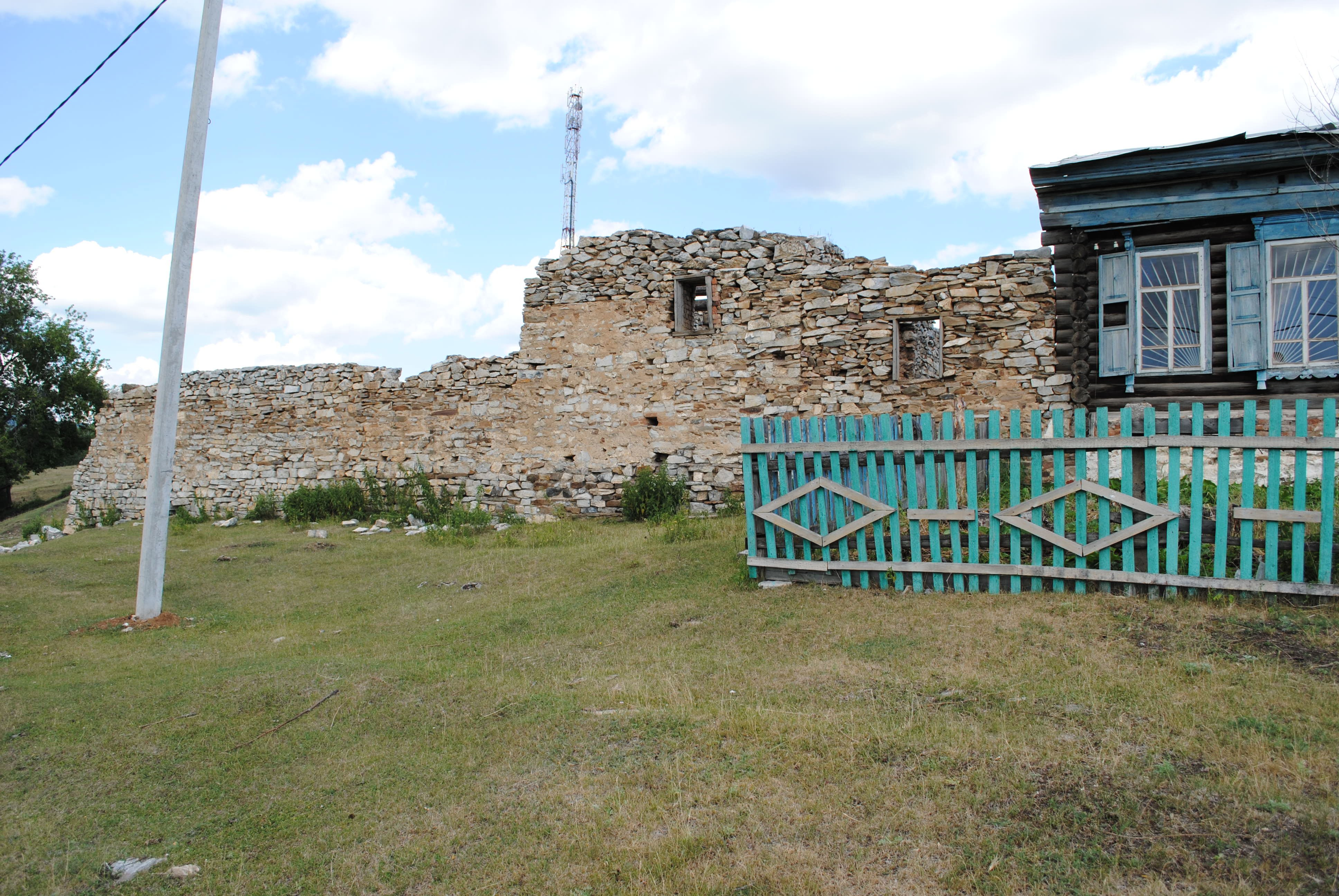
Дом в Серменеве
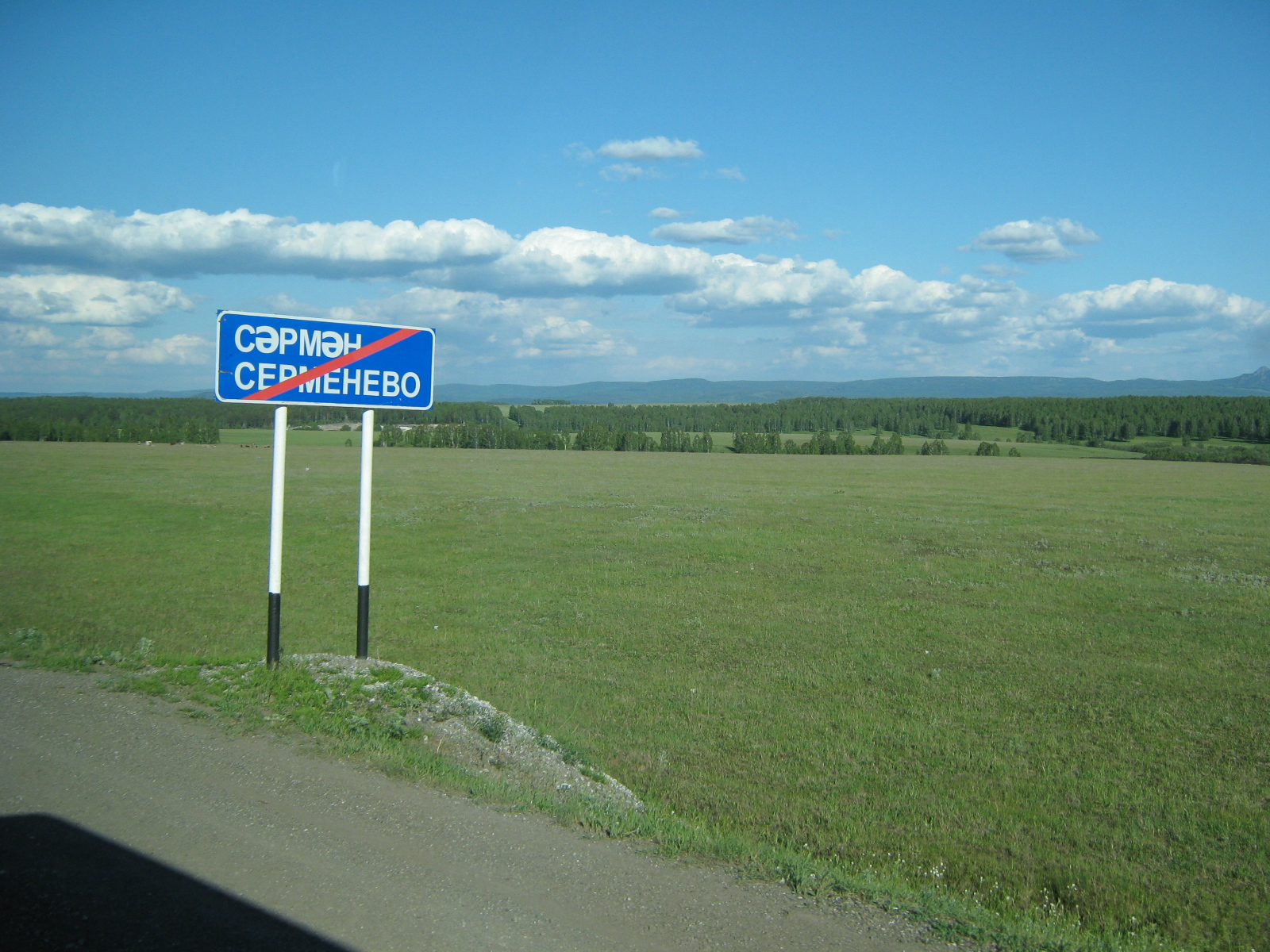
Выезд из Серменева